# 中宮
中宮，只見於古代中國及部分東亞地區，指的是紫微垣或天極星，「洛書軌跡」等風水或陰陽學，稱土為中宮，或九宮、洛書九星中間為中宮，秦漢以後王后演變成皇后，則稱皇后居住的宮室，或稱皇后本身。原來王后的宮室「後宮」，反而不在中宮之列。

## 辭源
君主時代在建設宮城時，大多將皇后的宮室建於子午線上，位於後宮的中心，因而稱之中宮。

## 中國
中宮，或稱皇后，也象徵皇后居住的宮殿
，如漢朝長樂宮中的長秋宮、紫禁城坤寧宮等等，而坤寧宮雖自雍正以後不再作為皇后寢宮，但仍是實質意義上的中宮。

## 朝鮮王朝
朝鮮王朝是中國的藩屬國，其君主只能稱地位較次的國王而非皇帝，因此國王的正室於生前亦不得稱皇后，稱較次的王妃，死後方能追諡為王后。
王妃在口語上的稱謂是中殿、坤殿或中宮，其宮室交泰殿亦稱做中宮殿。國王換代後，升為王大妃或大王大妃的王妃，口語上的稱謂則是上殿、慈殿。宮中僕役、臣民和嬪御稱王妃為中殿娘娘，是敬語，音譯「媽媽」，也通用於尊稱男性，相當於漢語的「娘娘」、「爺」。

## 在书法术语中的使用
在东亚书法，“中宫”是指书法格子中心的部分。例如九宫格，中心部分即为中宫。而在其余书法格子，中心部分向四面集中的线条格子也可称为“中宫”。例如柳公权书法，楷书字体呈“中宫内敛，四面开张”的字形。

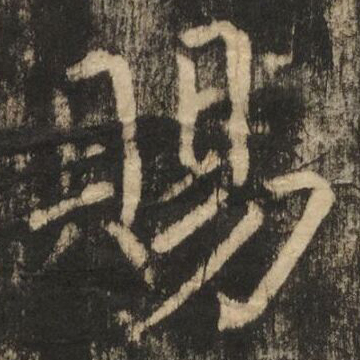
柳体楷书“易”或“昜”字类部件的横折钩，横画左低右高（前人多左高右低），竖笔弧度小，横竖之间夹角小，笔势向右上方射出。